# Дијалект
Дијалект (дијалекат; грч. διάλεκτος [] — дијалектос) јесте језички варијетет који користе људи одређене географске области. Број говорника, и величина области, може се знатно разликовати. Дијалект већег пространства може да се састоји из посебних говора, односно субдијалеката (или поддијалеката) који обухватају мање језичке области. На другој страни, дијалекти који имају сродне особине могу се груписати у посебна наречја, односно супрадијалекате (или наддијалекате).
Дијалект је потпун систем за говорну комуникацију (али не неопходно и писану) са својим речником и/или граматиком. Концептуално, дијалекти могу бити: социолекти, варијетета језика којим говори одређена социјална класа, стандардни језици, коју су стандардизовани ради употребе у јавности (нпр. писани стандард), жаргони, који се разликују у речнику, и сленг. Варијетети језика као што су дијалекти, идиолекти и социолекти могу се разликовати не само по речнику и граматици, већ и по фонологији (укључујући просодију). Ако су разлике само у фонологији, за овакве дијалекте користи се термин да су акцентски варијетет, уместо варијетет или дијалект.
Дијалект се може односити на било који од два изразито различита типа лингвистичких феномена:
- Једна употреба се односи на разноврсност језика која је карактеристика одређене групе говорника тог језика.[4] Према овој дефиницији, дијалекти или варијетети одређеног језика су уско повезани и, упркос својим разликама, најчешће су међусобно разумљиви, посебно ако су блиски један другом на дијалекатском континууму. Термин се најчешће примењује на регионалне говорне обрасце, али дијалект може бити дефинисан и другим факторима, као што су друштвена класа или етничка припадност.[5] Дијалект који је повезан са одређеном друштвеном класом може се назвати социолектом, дијалект који је повезан са одређеном етничком групом може се назвати етнолектом, а географски/регионални дијалекат се може назвати региолектом[6] (алтернативни термини укључују 'регионалект',[7] 'геолект',[8] и 'тополект'[9]). Према овој дефиницији, сваки варијетет датог језика може се класификовати као „дијалекат“, укључујући све стандардизоване варијанте. У овом случају, разлика између „стандардног језика“ (тј. „стандардног“ дијалекта одређеног језика) и „нестандардних“ (народних) дијалеката истог језика је често произвољна и заснована на друштвеним, политичким, културним или историјским разматрањима или распрострањености и истакнутости.[10][11][12] На сличан начин, дефиниције појмова „језик“ и „дијалект“ се могу преклапати и често су предмет дебате, при чему је диференцијација између ове две класификације често заснована на произвољним или социополитичким мотивима.[13] Међутим, термин „дијалект“ је понекад ограничен на „нестандардну разноликост“, посебно у неспецијалистичким окружењима и неенглеским лингвистичким традицијама.[14][15][16][17]
- Друга употреба термина „дијалект“, специфична за колоквијалне средине у неколико земаља као што су Италија[18] (види дијалето[19]), Француска (види патва), већи део источне централне Европе,[20] и Филипини,[21][22] носи пежоративни призвук и подвлачи политички и друштвено подређен статус ненационалног језика јединственом службеном језику земље. У овом случају, ови „дијалекти“ нису стварни дијалекти у истом смислу као у првој употреби, јер не потичу из политички доминантног језика и стога нису један од његових варијетета, већ су еволуирали на посебан и паралелан начин, и стога могу боље одговарати критеријумима различитих странака за посебан језик. Ови „дијалекти“ могу бити историјски сродни и делити генетске корене у истој потпородици као доминантни национални језик и могу чак, у различитом степену, делити неку заједничку разумљивост са овим потоњим. Међутим, у том смислу, за разлику од прве употребе, ови „дијалекти“ се могу боље дефинисати као одвојени језици од стандардног или националног језика, а стандардни или национални језик се сам по себи не би сматрао „дијалектом“, јер је доминантан језик у одређеној држави, било да се ради о језичком престижу, друштвеном или политичком (нпр. службеном) статусу, превласти или распрострањености, или свему наведеном. Термин „дијалект“ који се користи на овај начин имплицира политичку конотацију, која се углавном користи за језике ниског престижа (без обзира на њихов стварни степен удаљености од националног језика), језике којима недостаје институционална подршка или оне за које се сматра да су „неприкладни за писање”.[23] Ознака „дијалект“ се такође популарно користи за означавање неписаних или некодификованих језика земаља у развоју или изолованих подручја,[24][25] где би лингвисти преферирали термин „народни језик“.[26]

## Стандардни и не-стандардни дијалект
Стандардни дијалект (такође под именом „стандардизован дијалект“, „стандардни језик“, „стандардизован језик“, „књижевни језик“ у неким земљама) је дијалект кога подржава институција. Ова подршка може да укључује подршку од стране државе; представљен као „правилан“ облик језика у школама; за кога постоје граматике, речници, и уџбеници који постављају „правилан“ говорни и писани облик; честа формална употреба у литератури коришћењем овог дијалекта (проза, поезија, итд.). Могу да постоје стандардни дијалекти повезани са језиком. На пример, стандардни амерички енглески, британски енглески, стандардни индијски енглески могу бити сматрани као стандардни дијалекти енглеског језика.
Нестандардан дијалект, као и стандардан дијалект, има потпун речник, граматику и синтаксу, али не и добробит институције која га подржава.

## „Дијалект“ или „језик“
Не постоје универзални критеријуми за разликовање језика од дијалеката; иако неки критеријуми постоје, они понекад дају контрадикторне резултате. Тачно разликовање је стога субјективно, зависно од много фактора.
Језички варијетети најчешће се називају дијалектима, више него језицима:
- зато што нису признати као књижевни језици,
- зато што говорници немају своју државу, или
- зато што њиховом дијалекту недостаје престиж.

Израз идиом користе неки лингвисти уместо језика или дијалектакада не постоји потреба да се разликују једни од других.
Антрополошки лингвисти дефинишу дијалект као посебан облик језика који користи једна говорна заједница. Другим речима, разлика између језика и дијалекта је разлика међу општим и конкретним. Из ове перспективе, нико не говори „језик“, сви говоре дијалектом језика. Оне које сматрају конкретан дијалект као „стандардну“ или „правилну“ верзију језика користе ове термине да би истакли социјалне разлике.
Често, стандардни језик је близак или исти као и социолект елитне класе.
У срединама где престиж стандарда не игра битну улогу, „дијалект“ може да буде назив за регионални варијетет у језичкој пракси који је разумљив са другим дијалектима, носећи информацију одакле потиче његов говорник (део града, село, подручје); 
Модерна лингвистика признаје да статус језика није одређен само лингвистичким критеријумима, већ је и резултат историјских и политичких дешавања. Романски  је постао писани језик, и стога је и препознат као језик, иако је веома близак дијалекту Ломбардијских Алпа. Супротан пример овоме је кинески језик чији се варијетети сматрају за дијалекте, а не језике, иако међусобно нису разумљиви, јер деле заједнички писани стандард и заједничко језгро литературе.
Јидишки лингвиста Макс Вајнрајх је смислио и крилатицу „A shprakh iz a dialekt mit an armey un flot“ ("אַ שפראַך איז אַ דיאַלעקט מיט אַן אַרמײ און פֿלאָט", „Језик је дијалект који има војску и морнарицу“; часопис Yivo-bleter 25.1, 1945, pp. 13), чиме је илустровао чињеницу да језици настају културном асимилацијом. 

### Политички фактори
Зависно о политици и идеологији, класификација говорних варијетета као дијалеката или језика и њихова веза са другим варијететима може да буде контроверзна и неконзистентна. Енглески и српско-хрватски језик ово илуструју. И енглески и српско-хрватски имају две велике варијанте британски енглески и амерички енглески, и српски и хрватски, са многобројним ситнијим варијететима. Из политичких разлога, декларисање ових варијетета као „дијалекте“ или „језике“ даје опречне резултате: британски и амерички енглески, којим говоре блиски политички и војни савезници, се скоро на свим местима сматрају једним језиком, док стандардне језике Србије и Хрватске, који се један од другог разликују слично као британски и амерички енглески, многи лингвисти из тих области сматрају за различите језике, због односа између ове две земље који осцилирају између братства и љутих непријатеља.
Македонски језик, иако разумљив са бугарским и често сматран бугарским дијалектом, у Македонији сматрају правим језиком. У Либану, Чувари кедара — линија десног крила, хришћанска политичка партија која се опире везама ове земље са арапским светом, тражи да либански буде признат за различит језик од арапског, а не као дијалект, чак и покушава да замени арапско писмо старим фонетским писмом.
Политички уплив као језички фактор имао је везе и са другим језичким варијететима, који су намерно мењани са политичким циљевима. Пример је молдавски језик; такав језик није постојао пре Другог светског рата, и већина немолдавских лингвиста је скептична према питању његовог класификовања. Након што је Совјетски Савез припојио румунску провинцију Бесарабију и дао јој име Молдавија, поново је уведена ћирилица и у употребу су уведене многобројне словенске речи, да би се ослабила заједничка национална свест са Румунијом. Након што је Молдавија стекла независност 1991. године, враћена је модификована латиница као протест политичкој конотацији коју је носила ћирилица. Међутим, 1996. године, молдавски парламент је одбио предлог председника Молдавије Мирсеа Снегура да се име језика преименује у румунски, због страха од румунске експанзије, а 2003. године је објављен румунско-молдавски речник, с намером да се покаже да две земље говоре различите језике. Румунски лингвисти су реаговали тако што су прогласили све молдавске речи и за румунске. У Молдавији, вођа Института за лингвистику при академији наука, Ион Барбута, за речник је рекао да је „политички мотивисана апсурдност“.
С друге стране, говорни језик хан-кинески се обично наводи као главни дијалект кинеског, да би се пропагирало национално јединство.
Важност политичких фактора када се тражи одговор на питање „шта је језик?“ је довољно велика да баци сумњу на то да ли је уопште могућа било која стриктно лингвистичка дефиниција, без социо-културног приступа. 

### Поглед с тачке историјске лингвистике
Многи историјски лингвисти сваки говор посматрају као дијалект старијег медијума за комуникацију, из којег се развио. Уз овакву претпоставку, модерни романски језици су дијалекти латинског језика, модерни словенски језици (српски, бугарски, руски, пољски итд.) дијалекти старословенског итд. Посматра се заједничко наслеђе; „дијалект“ једног „језика“ (који и сам може да буде дијалект неког старијег језика) не мора да буде разумљив у односу на тај „старији“ језик. Штавише, језик-родитељ може да се издели на неколико „дијалеката“ који се даље деле на ситније дијалекте, и где се неке гране тих дијалеката мењају брже од других. Због овога може да се догоди да два дијалекта (дефинисана у складу с овом парадигмом) који су у даљим рођачким односима могу да буду међусобно разумљивији него што су то дијалекти који су у ближем сродству. Ова шема је установљена међу модерним романским језицима, где су италијански и шпански међусобно у доброј мери разумљивији него италијански и француски, т. ј. шпански и француски, иако су оба језика у ближем сродничком сродству са француским него један са другим: француски се брже временом брже мењао у односу на ова два.

## Концепти у дијалектологији

### Међусобна разумљивост
Било је покушаја, и још увек их има, да се дијалекти од језика разликују по томе што су дијалекти међусобно разумљиви, док језици то нису. Али овај критеријум не даје прецизне резултате, како се можда спрва чини. Говорници италијанског и шпанског, могу да се међусобно разумеју у приличној мери, док говорници ломбардског и сицилијанског, као дијалекта италијанског могу да наиђу на велике баријере у међусобном разумевању.

### Диглосија
Појава да у једном друштву постоје два блиско повезана језика, један са високим престижом, који користи влада и који се користи у формалним текстовима, и други без престижа, који је уобичајено говорни (вернекуларни) језик. Пример је стандардни српски, који се сматра за правилан начин говора у Србији и торлачки и косовско-ресавски дијалекти који су говорни језици становника јужне, централне и источне Србије.

### Дијалекатски континуум
Дијалекатски континуум је сплет дијалеката где свака два суседна дијалекта су међусобно разумљива, али где се разумљивост поступно смањује како расте раздаљина међу дијалектима. Добар пример за ово је данско — фризијско — немачки континуум, велика мрежа да четири препозната писана језика. Иако стандардни дански и стандардни немачки међусобно нису разумљиви, повезани су ланцем дијалеката. Слично је и са источним словенским језицима - руски, белоруски и украјински су стандардни језици, које поступно повезује мрежа дијалеката. Слично је и са српским, где, идући од севера ка југу, свака два суседна дијалекта су међусобно разумљива, али дијалекти крајњег севера и крајњег југа нису.

### Дијасистем
Појам дијасистем се односи на један језик који има две или више стандардних форми. Примери су: Хинди-урду са две писане варијанте Хинди и Урду.

### Плурацентризам
Плурацентричан језик је језик са више стандардних верзија.

### Ausbausprache - Abstandsprache - Dachsprache
Парадигма који су развили професионални лингвисти позната је као аусбаушпрахе — абштандшпрахе — дахшпрахе. Популарна је међу лингвистима у континенталној Европи, али није позната у енглеском говорном свету, нарочито међу лингвистима лаицима. Иако једна од многих парадигми, њена предност је то да су је развили професионални лингвисти ради анализирања и категоризовања говорних варијетета, и има можност да замени речи као што су „језик“ и „дијалект“ немачким терминима аусбаушпрахе, абштандшпрахе и дахшпрахе, речима које (још увек) нису оптерећене политичким, културним и емоционалним конотацијама. Може се показати као алат на помоћ људима да виде неке старе и познате лингвистичке контроверзе другачијим погледима.